# 08/15 (roman)
Pour les articles homonymes, voir 08/15.
08/15 est un roman de Hans Hellmut Kirst paru en 1954.

## Origine
L'expression date de la Première Guerre mondiale au cours de laquelle une mitrailleuse (Maschinengewehr MG 08/15) d'un type uniforme pour toute l'Allemagne avait été réalisée à la demande du service impérial de fabrication des armements. Elle était la première à posséder un percuteur normalisé (norme DIN 1, relative aux tiges métalliques). Auparavant, chaque région d'Allemagne était autonome en ce qui concerne l'approvisionnement des matériels.

## Culture
C'est le titre d'un roman (trilogie) écrit en 1954 par un ancien officier de la Wehrmacht, Hans Hellmut Kirst, dans lequel il décrit les vicissitudes de la vie du simple soldat pendant la Seconde Guerre mondiale et comment celui-ci s'en sort avec beaucoup de ruse. Le héros est un soldat appelé Asch. Un troufion se dit Schütze Arsch en allemand, le mot Arsch lui-même étant un mot vulgaire analogue à cul en français (Schütze signifiant "le tireur").
Cette trilogie montre tout d'abord la vie de caserne, puis la guerre et enfin l'effondrement du Troisième Reich et les premières années d'après guerre.
Il fut le premier roman à succès écrit en Allemagne après la guerre. Cette trilogie a été portée à l'écran avec notamment Joachim Fuchsberger (dans le rôle du soldat Asch, Mario Adorf (dans le rôle du soldat Wagner) et Hans Christian Blech (le brigadier Platzek).
Lors de la remilitarisation de l'Allemagne (RFA), il fut au centre du débat. Les politiciens de droite (comme Franz Josef Strauß) soutenaient que « les futurs soldats allemands devaient reprendre les traditions respectées par les soldats lors la dernière guerre » ce à quoi Kirst répondit en mettant en avant l'abaissement et la honte subie.

## Filmographie
08/15, film allemand de Paul May sorti en 1954.